# Vladimír Goněc
Vladimír Goněc (* 12. März 1950 in Brünn, Tschechoslowakei) ist ein tschechisch-slowakischer Historiker und Politologe. Er spezialisiert sich um die Kulturgeschichte, Ideengeschichte, Jura-Geschichte und Geschichte der europäischen Integration. Er ist einer der Begründer des Sigmund-Neumann-Institutes für Freiheits- und Demokratieforschung e.V. in Dresden. Er arbeitet an Masaryk-Universität in Brünn (Tschechien).

## Werke (Auswahl)
- Skizzen zu mitteleuropäischem rechtspolitischem Denken. Über Voraussetzungen, Bedingungen, Hindernisse für europäische Integrationsprozesse. Brno : Masarykova univerzita, 2006. 200 s. ISBN 80-210-4189-7.
- Hubert Ripka und das Europadenken im Exil in den fünfziger Jahren. In Europa im Ostblock. Vorstellungen und Diskurse / Europe in Eastern Bloc. Imaginations and Discourses (1945–1991) (eds. C. Domnitz - J. M. Faraldo - P. Gulińska-Jurgiel). Köln-Weimar-Wien : Böhlau, 2008. s. 371–388. ISBN 978-3-412-20029-9.
- Brünn und Mähren im Spannungsfeld der Ethnien. In Der Fremde als Bereicherung (Hg. M. T. Vogt – J. Sokol – D. Bingen – J. Neyrer – A. Löhr). Frankfurt a. M.-Berlin-Bern-Bruxelles-New York-Oxford-Wien: Peter Lang 2010, s. 61–78 ISBN 978-3-631-60233-1
- Neutralität und Selbstbefreiung in den Konzepten des politischen Exils aus Mitteleuropa. In Europejska polityka bezpieczeństwa i integracji / European Politics of Security and Integration (ed. K. Budzowski). Kraków: Akad. A. F. Modrzewskiego 2010, s. 61–72. ISBN 978-83-7571-027-4
- Von der "alten" Bundesrepublik : Beobachtungen aus tschechischer Perspective. In BESIER, Gerhard. 20 Jahre neue Bundesrepublik : Kontinuität und Diskontinuitäten. - Berlin : Lit Verlag Dr. W. Hopf, 2012, s. 103–123. ISBN 978-3-643-11423-5.